# ブレリオ XI

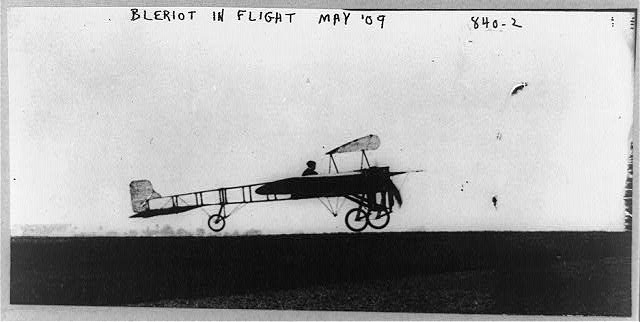
ブレリオ XI

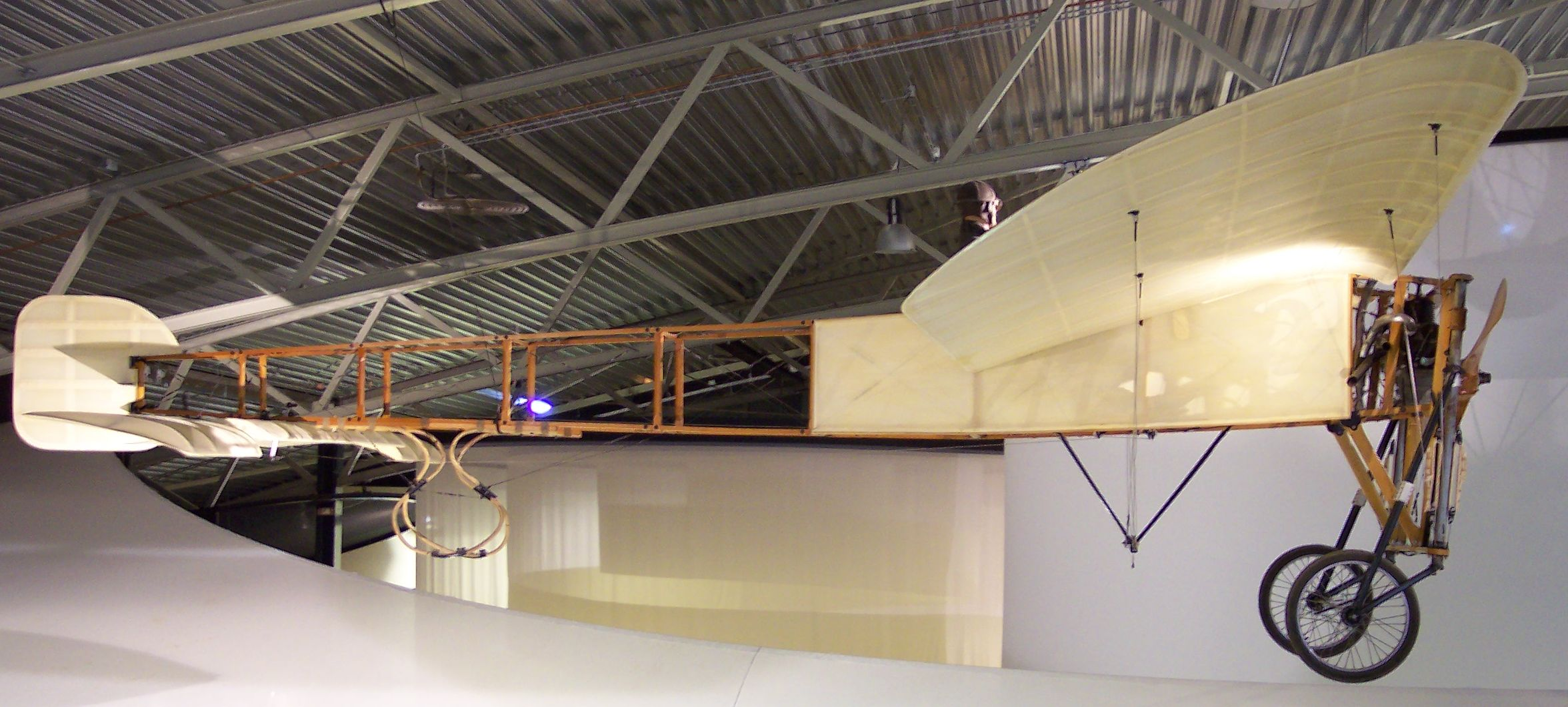
ブレリオ XI レプリカ

ブレリオ XI(フランス語:Blériot XI)は、フランスの初期の航空機。
製作者でもあるルイ・ブレリオが、1909年7月25日、史上初の固定翼航空機によるドーバー海峡横断飛行に成功した際の乗機として知られる。

## 開発
ブレリオ XI は、ルイ・ブレリオが手掛けた11番目の機体で、それ以前の機体とは直接の設計上の繋がりはない。「はばたき機」の模型飛行機（ブレリオ I ）以来ブレリオ機は、箱型複葉、推進式単葉機・タンデム翼機など、形態的にも試行錯誤の連続であり、初期には殆ど飛ぶこともできなかった。
1908年12月の自動車・航空機サロンにブレリオは 3 機を出展したが、アントワネット100馬力エンジン搭載の単葉機ブレリオ IX は短時間の跳躍ができたのみ、推進式複葉のブレリオ Xはついに離陸できなかった。これに対し、小型の牽引式単葉機であるブレリオ XI は初めてまともな飛行性能を備えたブレリオ機となったが、これは後にモラン・ソルニエ社で数々の優れた単葉機を手掛けた有能な設計者レイモン・ソルニエが設計に加わっていたからである。テストパイロットとして後にエース・パイロットとなるアドルフ・ペグーが参加していた。
ブレリオ XI は当初、4翅金属製プロペラとR.E.P.30馬力エンジンを搭載、操縦席前の支柱に小さな安定板が取り付けられていたが、その後ショーヴィエール2翅木製プロペラ付き・アンザニ空冷3気筒25馬力エンジンに換装され、小安定板も取り払われるなどの改良を受けた。

## 英仏海峡横断
30 kmあまりの長さのドーバー海峡横断飛行は、初期の航空史の重要なイベントの一つであった。ロンドンの新興紙デイリー・メール社は1906年、世界初の英仏海峡横断飛行達成に、宣伝目的で1,000ポンドの賞金を掛けた。
1909年7月に初横断を競ったのが、ルイ・ブレリオのブレリオ XI と、ユベール・ラタムのアントワネット IV、そしてシャルル・ド・ランベール伯爵のライト・フライヤーである。最初に挑戦したのはラタムが駆るアントワネット単葉機で、7月19日にカレー市郊外のサンガット村を出発したが、11km進んだ洋上でエンジンが故障し、不時着水して護衛艦に救助された。
その後数日間は飛行不能な悪天候が続き、ようやく小康状態になった7月25日、夜明け前に起床したブレリオは天候悪化の兆しも顧みず予定を敢行し、明け方の4時35分に単身カレーから離陸。飛行中にはエンジンのオーバーヒートに悩まされたものの（一説にはにわか雨でエンジンが冷やされ事なきを得たという）、辛うじてイギリス側まで海上を渡り切り、強風で脚とプロペラを破損しつつも、ドーバー城下の草地に軟着陸した。所要時間は36分55秒であった。同日早朝にはラタムも別の所有機アントワネット VIIで出し抜くことを計画していたが、寝坊して機を逸した。
当時、航空機によるイギリス入国は想定外で、法律にも対応した規定がなかったため、イギリスの税関当局者は、フランスから国境を越えて飛来したブレリオ XIの書類上の取扱に困惑した。やむなく税関は、飛行機を「ヨット」と見なして入国手続を行った、という有名な逸話がある。
この「歴史的飛行」の達成により、ブレリオはデイリー・メールの懸賞を獲得したのみならず、フランス政府からレジオンドヌール勲章を授与され、出発地はその偉業を記念して、ブレリオ海岸(Blériot-Plage)と命名された。

## 生産と発達
ドーバー海峡横断成功という実績を挙げたブレリオ XI には各国から100機を越える注文が殺到し、ブレリオの工房は繁忙を極めた。量産型のブレリオ XI は、横断機に比べ随所に改良が施され、後期型はノーム・ロータリー・エンジンなど、強化された各種エンジンが搭載された。
アドルフ・ペグーは改良型のブレリオ XI を使い、1913年9月21日に宙返り飛行を成功させた。これは世界初の宙返り飛行であると言われてきたが、実際には同年9月9日、ピョートル・ネステロフがニューポール IV 型機で成功させている。
ブレリオ XI はスポーツ・記録飛行用だけでなく軍用にも生産され、各国の航空隊創成期の装備機となった。1910年にはフランスとイタリアで軍用機として運用が開始され、翌年に北アフリカとメキシコで戦闘に投入された。1912年にはイギリスにも採用されている。第一次世界大戦初頭においても、フランス、イギリス、イタリア、セルビアなどの航空隊で用いられ、弾着観測や訓練、場合によっては25kg爆弾を搭載して爆撃にも使用された。

## 主なバリエーション
ブレリオ XI ミリテール
軍用単座機。ノーム50馬力空冷ロータリーエンジン搭載。
ブレリオ XI アルティユリ
軍用単座機、着弾観測用。ノーム50馬力空冷ロータリーエンジン搭載。
ブレリオ XI-2
タンデム複座型。ノーム7B 70馬力空冷ロータリーエンジン搭載。
ブレリオ XI-2 bis「コテ・ア・コテ」
機幅を拡張、サイドバイサイド方式（côté-à-côté）の複座としたもの。
ブレリオ XI-2 水上機
ブレリオ XI-2 をベースにフロートを装着、翼面積拡張。
ブレリオ XI-2 アルティユリ
ブレリオ XI-2 の軍用型。
ブレリオ XI ジェニ
ブレリオ XI-2 の軍用型。輸送に適すよう、分解・組立が容易にできるように改良。
ブレリオ XI-2BG
パラソル翼に改造された型で、英・仏航空隊で使用された。
ブレリオ XI-3
タンデム3座型で、ノーム140馬力エンジンを搭載。
ブレリオ XI E1
単座練習機型。
ブレリオ XI R1
主翼を切りつめた地上訓練用。

## 海峡横断飛行の再現
ブレリオ XI は、歴史的にも近代航空史上初期の重要な機体と見なされており、保存機や、後年に作成されたレプリカも存在する。
ブレリオの海峡横断から100周年にあたる2009年7月25日には、1934年製のブレリオ XI レプリカ機にフランス人パイロットが搭乗、ブレリオ海岸から離陸して、45分でドーバー海峡横断に成功した。

## 要目
- 乗員：1 名
- 全長：8 m
- 翼幅：7.8 m
- 全高：2.6 m
- 翼面積：14 m2
- 重量：300 kg
- エンジン：アンザーニ3気筒
- 出力：22 - 25 馬力
- 最大速度：58 km/h